# Я не сволочь
«Я не сволочь» (фр. Je ne suis pas un salaud) — французский драматический фильм 2015 года, снятый режиссёром Эммануэлем Финкелем. В главных ролях Николя Дювошель и Мелани Тьерри.

## Сюжет
Эдди подвергся жестокому нападению на улице. Он ошибочно обвинил в этом Ахмеда, которого видел за несколько дней до события. Невинный Ахмед попадает под суд, тогда как Эдди пытается наладить свою беспокойную семейную жизнь и хорошо зарекомендовать себя на новой работе. Но вскоре, осознав свою ужасную ошибку, Эдди попытается восстановить справедливость, даже если ему придется всё потерять.

## В ролях
| Актёр           | Роль   |
| --------------- | ------ |
| Николя Дювошель | Эдди   |
| Мелани Тьерри   | Карин  |
| Дрисс Рамда     | Ахмед  |
| Марин Кайо      | Эстель |
| Йохан Суле      | Ноам   |